# Паун
Паун (лат. Pavo) је род птица из породице фазана (лат. Phasianidae).

## Врсте
У овом роду се налазе две врсте:

### Индијски (плави) паун()
Индијски паун природно насељава Индијски потконтинент. Има предиван реп од дугих пера са окастим шарама која шири сјајну плаву главу и врат, док се удвара женки. Женка (пауница) је смеђе боје и нема раскошно перје.
Храну налазе на тлу. Једу инсекте, воће и Семе.

### Неми (зелени) паун()
Ови пауни живе даље на истоку, од Бурме до Јаве.
И паун и пауница су зелене боје са бронзаним шарама од ћубе до репа. Крила су им тиркизне и црне боје.

## Изумрле врсте
- Pavo bravardi (рани – касни Плиоцен)
- Gallus aesculapii (касни Миоцен – рани Плиоцен, Грчка) можда припада роду паун (Pavo)

У Плиоцену су на Балканском полуострву паунови (Pavo bravardi) живели заједно са снежницама (Lagopus). Паунови су били распрострањени на Балканском полуострву до краја Плиоцена.